# Carlo A-Valle
Carlo A-Valle (San Salvatore Monferrato, 24 agosto 1815 – Torino, 13 luglio 1873) è stato uno scrittore e storico italiano.

## Biografia
Nato il 24 agosto 1815 a San Salvatore Monferrato, figlio di Bartolomeo e Maria Caterina Cavalli, in giovane età rimase orfano di entrambi i genitori. Fu avviato alla carriera sacerdotale, entrando al seminario di Casale Monferrato; una volta terminati gli studi umanistici, abbandonò però il seminario, lavorò per breve tempo nelle scuole pubbliche di Fubine, quindi si trasferì  a Torino, come correttore di bozze presso la tipografia Pomba.
A-Valle inizia nel frattempo a comporre alcune opere poetiche (come Inno all'armonia e Federico Barbarossa) e a collaborare ava con diversi periodici, scrivendo articoli di arte, letteratura, ed erudizione. Fu amico di Giuseppe Bertoldi e Michele Lessona, e frequentò gli ambienti liberali torinesi, in cui era noto per le sue satire politiche.
Fu uno scrittore molto fecondo, compose un numero notevole di opere in diverse ambiti: drammi storici per il teatro, allegorie su argomenti di attualità, novelle, romanzi, saggi storici, opere di divulgazione, poemi eroicomici e drammatici; gran parte della sua produzione rimase inedita.
Dal 1848 al 1852 A-Valle fu il primo direttore della rivista satirica Il Fischietto, che contribuì a fondare; i suoi scritti erano illustrati dalle caricature disegnate da Francesco Redenti.
Nel 1856 si trasferì ad Alessandria, dove fu, fino al 1879, direttore della biblioteca civica e dal 1864 insegnò letteratura italiana all'Istituto tecnico. Il suo carattere scontroso e il suo esplicito anticlericalismo gli procurarono però antipatie e rancori, che causarono temporaneamente la sua sospensione dall'insegnamento e la revoca dell'incarico presso la biblioteca.
Tornò quindi a Torino, trasferendosi al Liceo classico Vincenzo Gioberti; morì quindi a Torino il 13 luglio 1873.

## Opere
- Melodie storiche ed intime, Torino, Tipografia Zecchi e Bona, 1843.
- Illustrazioni storiche ed artistiche sulla Real Casa di Savoia, Torino, Gio. Tomm. Isnardi, 1844.
- Leggende diaboliche della storia italiana, Torino, Magnaghi, 1846.
- Strenna ai liberali italiani: passato e avvenire. Canzoni italiche, Torino, stab. tip. di Aless. Fontana, 1847.
- La Seccardeide ossia La guerra del foro. Poema eroicomico, Torino, Tipografia di Giuseppe Cassone, 1850.
- Biografia del cavaliere Giuseppe Filli da San Giorgio, Torino, Tipografia di Giuseppe Cassone, 1850.
- Stamura o le donne d'Ancona. Cantica drammatica, Torino, Tipografia Italiana di Savoiardo e Bocca, 1851.
- Satire politiche, Torino, Tipografia di G. Marzorati, 1854.
- Storia del Piemonte raccontata al popolo, Alessandria, Gazzotti, 1856.
- Disegno di una storia dei Liguri, Alessandria, Gazzotti, 1862.
- Elogio di Paolo Sarpi, Alessandria, Gazzotti, 1867.
- Elementi di letteratura italiana ad uso dei licei e degli instituti tecnici, Alessandria, Ragazzone, 1869.
- Storia nazionale raccontata alle donne italiane. Età antiche, Roma, Paravia, 1873.
- Federigo secondo. Poema, Torino, Stamperia sociale degli artisti tipografi, ?.